# Sky Road

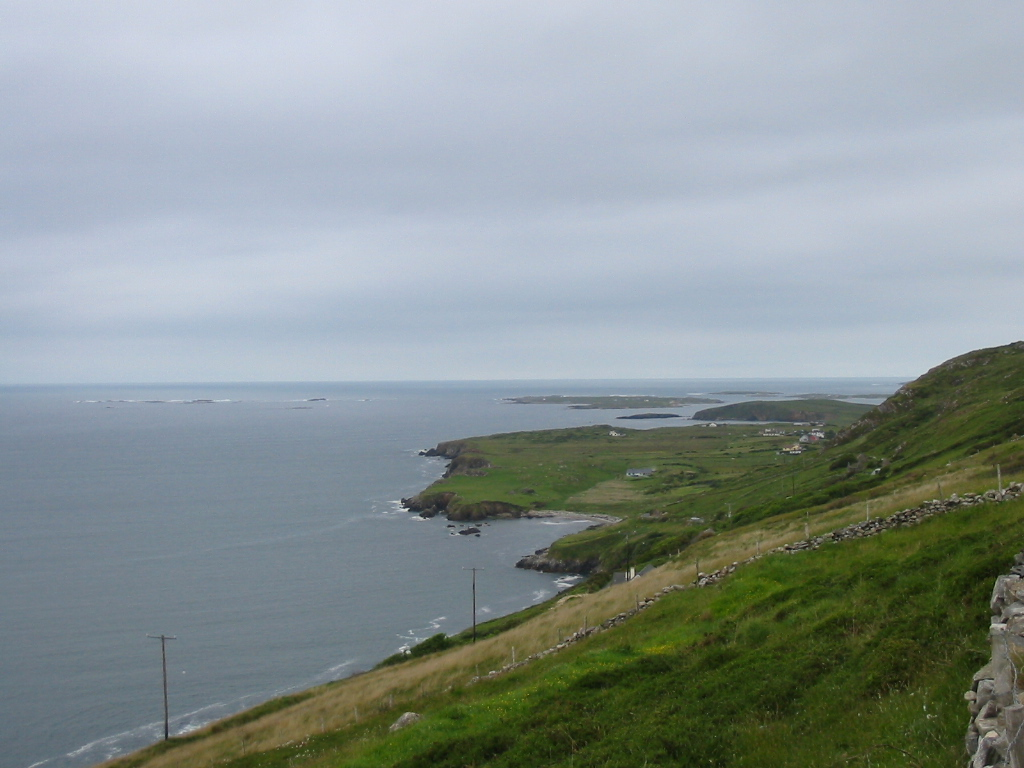
Scorcio panoramico dalla Sky Road

La Sky Road (dall'inglese, "Strada del cielo") è una strada costiera del Connemara, regione irlandese della Contea di Galway.
Il tragitto parte dal rinomato centro di Clifden, vicino al porto, e percorre la piccola e stretta penisola che si protrae verso ovest dall'abitato, offrendo scenari spettacolari ed unici fra lingue di terra scavate dall'oceano, isole, isolotti e un tratto della costa nord-occidentale della contea, per poi tornare indietro di nuovo verso Clifden.
A parte da qualche raro abitante della zona, la strada è battuta quasi esclusivamente da turisti.